# Александра Ганноверская
Александра Шарлотта Ульрике Марьям Вирджиния Ганноверская (нем. Alexandra Charlotte Ulrike Maryam Virginia von Hannover; родилась 20 июля 1999, Фёклабрукк, Верхняя Австрия, Австрия) — принцесса из Ганноверского королевского дома, дочь главы дома Эрнста Августа V Брауншвейгского и Каролины Монакской. Занимает 13 место в линии наследования монакского престола по состоянию дел на 2024 год. В детстве занималась фигурным катанием, заняла второе место на чемпионате в Монако в 2011 году. Позже стала известной героиней светской хроники, ряд изданий называет её известной модницей и «иконой стиля».

## Биография
Александра Ганноверская родилась 20 июля 1999 года в австрийском Фёклабрукке в семье Эрнста Августа V Брауншвейгского (главы Ганноверского королевского дома) и Каролины Монакской — дочери князя Монако Ренье III Гримальди и актрисы Грейс Келли. Для её отца это был второй брак (в первом, с Шанталь Хохули, родились двое сыновей), для матери — третий. Во втором браке, со Стефано Казираги, Каролина родила двух сыновей и дочь. Благодаря своему происхождению по женской линии Александра имеет права на титул княгини Монако: в линии престолонаследия она занимает на 2025 год тринадцатое место после двух детей князя Альбера II, матери, единоутробных братьев и сестры и их потомков — как рождённых в законных браках, так и узаконенных браком после. В Монако Александру официально именуют Её королевское высочество принцесса Александра Ганноверская; в других странах её так называют из вежливости. Как член Ганноверской династии Александра имела теоретические права и на британский престол, но в 2018 году её исключили из списка наследников из-за перехода в католичество.
Принцессу крестили 19 сентября 1999 года в охотничьем домике её отца Ауэрбах недалеко от Грюнау-им-Альмталь (Верхняя Австрия). Церемонией руководил епископ евангелическо-лютеранской церкви Ганновера Хорст Хиршлер. Девочка получила имена от крёстных матерей — своей тётки по отцу принцессы Александры Лейнингенской, единоутробной сестры Шарлотты Казираги, Ульрике Ульмшнайдер, Марьям Сакс и Вирджинии Галлико. До 2009 года Александра жила в пригороде Парижа Ле-Ме-сюр-Сен, потом переехала в Монако. В возрасте 10 лет она начала кататься на коньках, уже через год участвовала в соревнованиях во французском Тулоне, а в 12 лет выступала в классе «Скейт 7» на 10-м чемпионате по фигурному катанию в Монако, заняв второе место. Принцесса представляла Монако в фигурном катании на Европейском юношеском олимпийском фестивале 2015 года в Австрии и в двух соревнованиях сезона 2015—16 годов на юниорском Гран-при ISU по фигурному катанию.
С ранних лет Александра участвовала в официальных мероприятиях монакской княжеской семьи и была в центре внимания журналистов. Популярность ей снискали приятная внешность и готовность к непринуждённому общению (в 16 лет, отвечая на вопрос журналистов о протоколе, она сказала: «Можете называть меня просто Алекс»). СМИ часто комментируют её наряды, «свежий, самобытный стиль». По словам корреспондента Vogue, Александра удачно интерпретирует ожидания публики, связанные с новым поколением монакской княжеской семьи; её стиль соответствует вкусам поколения Z, отвергающего помпезность и гламур. «Без какой-либо прически и макияжа, в базовом чёрном кардигане, ученической клетчатой юбке и олдскульных высоких сапогах, она не похожа ни на типичных гостей недели моды, ни на особу голубых кровей, подкупая искренностью больше, чем её родственницы-аристократки», — пишет о принцессе обозреватель РБК. На страницах журнала «Хелло!» её характеризуют как «прославленную модницу», которая занимает «более чем прочные позиции в международной фэшн-индустрии». «Выдающейся модницей» называют принцессу на страницах журнала Tatler, «иконой стиля» — в журнале Vogue. В 2020 году Александра снялась для обложки журнала TELVA.
В 2024 году принцесса окончила Колумбийский университет, где изучала политологию и философию. С 2017 года она встречается с Беном-Сильвестром Штраутманом, сыном германского предпринимателя и профессиональным баскетболистом.